# Gestus brechtien
 (novembre 2014).
Si vous disposez d'ouvrages ou d'articles de référence ou si vous connaissez des sites web de qualité traitant du thème abordé ici, merci de compléter l'article en donnant les références utiles à sa vérifiabilité et en les liant à la section « Notes et références ».
Le gestus brechtien est une théorie de Bertolt Brecht qui s'applique à la mise en scène théâtrale, et est complémentaire de la distanciation propre à Brecht.

## Présentation
Le gestus brechtien est au départ le rapport social que l'acteur établit entre son personnage et les autres, au travers de ses attitudes, de son regard, de l'ensemble du langage corporel dont il dispose, mais aussi des intonations de sa voix.
Pour rendre l'ensemble des aspects de ce rapport social, l'auteur s'appuie sur la distance mise entre l'acteur et les mots qu'il prononce.
Cette distance entre l'acteur et ce qu'il énonce, cette attitude politique, morale et critique, censée témoigner de sa maturité politique, doit pouvoir se transmettre au spectateur ; c'est là qu'intervient le gestus brechtien, destiné à achever de détacher l'acteur de son texte pour mieux exprimer la vision critique de l'auteur, voire du spectateur, sur l'acteur lui-même.

Dans le Petit Organon Pour le Théâtre, article 61, Brecht décrit le gestus comme cela :
Le domaine des attitudes que les personnages adoptent les uns avec les autres, nous l’appelons le domaine gestuel. Attitude corporelle, intonation et jeu de physionomie sont déterminés par un gestus social.